# Haren vasútállomás
Haren vasútállomás vasútállomás Hollandiában, Haren községben,  településen.

## Vasútvonalak
Az állomást az alábbi vasútvonalak érintik:
- Meppel–Groningen-vasútvonal

## Kapcsolódó állomások
A vasútállomáshoz az alábbi állomások vannak a legközelebb:
- Groningen Europapark vasútállomás
- Assen vasútállomás